# Gentiana olivieri
Gentiana olivieri är en gentianaväxtart som beskrevs av August Heinrich Rudolf Grisebach. Gentiana olivieri ingår i släktet gentianor, och familjen gentianaväxter. Inga underarter finns listade i Catalogue of Life.